# Jagd (Roman)
Jagd ist ein 1988 im Suhrkamp Verlag erschienener Roman von Martin Walser. Er beschreibt einige Tage im Leben des Immobilienmaklers Gottlieb Zürn. Der Begriff Jagd steht in diesem Werk allegorisch für die Darstellung der menschlichen Existenz als eines lebenslangen Kampfes. Der Protagonist wechselt im Verlauf des Öfteren die Rolle zwischen Jäger und Gejagtem.
Der Roman Jagd ist der mittlere Roman aus der Trilogie um die Familie Zürn. Ihm voraus ging 1980 Das Schwanenhaus und bedeutend später folgte Der Augenblick der Liebe im Jahre 2004.

## Handlung
Der Roman erzählt eine Passage aus dem Familienleben der Zürns und der persönlichen und psychischen Erlebnisse des Protagonisten Gottlieb.
Der über 50-jährige Immobilienmakler Gottlieb Zürn hat den Außendienst seines Geschäfts seiner erfolgreicheren Frau Anna überlassen. Die beiden gemeinsamen Töchter Julia und Regina sind im Begriff, sich vom Elternhaus abzunabeln.
In den Sommerferien nehmen die Zürns Urlauber in ihrem Eigenheim am Bodensee auf, in diesem Jahr ist es das junge Ehepaar Gisela und Stefan Ortlieb. Gisela tritt in die Rolle der „Jägerin“ und stellt dem „gejagten“ Gottlieb massiv nach. Dieser gerät in den Zwiespalt zwischen der Treue und Liebe zur Familie und der Versuchung durch die lockende Gisi.
Gleichzeitig verschwindet die 18-jährige Julia aus dem Elternhaus und wird so zur „Gejagten“ ihrer Eltern. Während Gottlieb seine Tochter nach München verfolgt nutzt er die Gelegenheit, um sich mit der dort wohnhaften Gisela zu treffen. Diese hat eine sexuelle Begegnung zu dritt geplant, die aber erfolglos endet, da es zu keiner befriedigenden Lösung kommt.
Zwischenzeitlich verlässt Gottlieb München, um ein Geschäft in Frankfurt am Main mit der Kundin, Liliane Schönherr, abzuschließen, die ihm die sexuelle Erfüllung bietet. Dieses Erlebnis bringt ihm den Seelenfrieden, um wieder in die Geborgenheit der Familie zurückzufinden.
Als er nach München zurückkehrt, hat Gottlieb einen sicheren Hinweis auf den Verbleib seiner Tochter. Diese ist aber bereits selbstständig, in Begleitung ihrer neuen Bekannten Lissi, abgereist und so folgt Gottlieb ihr in die Heimat. So bleibt letztendlich als Jagdbeute lediglich das Zwergkaninchen der Feriengäste namens „Romeo“ (sic!) auf der Strecke.

## Rezeption
Der Roman stieß in den Feuilletons auf ein wenig positives Echo. Franz Josef Görtz sah die kläglichen Abenteuer Gottlieb Zürns nicht als tragisch, sondern als lächerlich. Für Hellmuth Karasek waren Walsers Romane „Heimatromane der dritten Art, denn ihre Helden sind Entwurzelte, in der Heimat Fremde, die im Grunde weder flüchten noch bleiben können.“ Er blieb am Ende im Zwiespalt: „Ist die Jagd der Roman eines banalen Lebens oder nur noch ein banaler Roman?“
Volker Hage nannte den Roman hingegen „einen bizarren, ironischen, verqueren Beutezug“. Er zog das Fazit: „Es ist nicht schwer aufzuzählen, was diesem Roman alles fehlt – und er ist doch zu preisen.“ Sein Geheimnis liege „wie bei allen Werken der Literatur, deren Schwächen spürbar sind und die doch eine große innere Kraft ausstrahlen, in der Form.“
Der Roman wurde nur in geringem Maße literaturwissenschaftlich untersucht. Für Gerald A. Fetz steckte im Roman wenig Neues gegenüber Walsers bisherigem Werk. Er zog Verbindungen zur Anselm-Kristlein-Trilogie, zum ersten Gottlieb-Zürn-Roman und zu Brandung. Jörg Magenau nannte Jagd einen „Roman der Stagnation“, der am Ende einer „Chronik der Empfindungsgeschichte der Bundesrepublik“ stehe, und von dem aus Walser einen literarischen, biographischen und politischen Aufbruch finden musste.

## Ausgaben
- Martin Walser: Jagd 1. Auflage. Suhrkamp, Frankfurt am Main 1988, ISBN 3-518-40130-0.